# Adrian Vatter
Adrian Vatter (* 25. März 1965 in Zürich) ist ein Schweizer Politikwissenschaftler und Hochschullehrer.

## Leben
Adrian Vatter studierte von 1985 bis 1990 Volkswirtschaft und Politikwissenschaft an der Universität Bern, wo er 1993 zum Dr.rer.pol. promovierte. Es folgte ein Studienaufenthalt an der University of California, Los Angeles (UCLA). 1994 machte sich Vatter in Bern selbständig und gründete das Büro Vatter, Politikforschung & -beratung (seit 2008 eine Aktiengesellschaft). 2001 habilitierte er im Fach Politikwissenschaft (Venia docendi). Im selben Jahr erhielt er eine Assistenzprofessur für Politikanalyse und Politikevaluation an der Universität Bern. 2004 folgte er einem Ruf auf eine Professur mit dem Schwerpunkt Policy-Analyse und Politische Theorie an der Universität Konstanz (Nachfolge Ellen M. Immergut). Anfang 2008 trat er die ordentliche Professur für Politikwissenschaft mit Schwerpunkt Schweizer Politik an der Universität Zürich an (Nachfolge Ulrich Klöti). Seit August 2009 ist Vatter Direktor am Institut für Politikwissenschaft (IPW) der Universität Bern und Inhaber der ordentlichen Professur für Schweizer Politik (Nachfolge Wolf Linder).
Adrian Vatter ist verheiratet und hat zwei Kinder.

## Werk
Im Zentrum der Forschungs-, Lehr- und Publikationstätigkeit von Adrian Vatter stehen die politischen Institutionen der Schweizer Politik sowie die empirisch-vergleichende Föderalismus- und Demokratieforschung. Eine Vielzahl seiner Schriften beschäftigt sich mit den Entstehungsgründen, Interaktionen und Folgen politischer Institutionen der Machtteilung, namentlich des Föderalismus, der direkten Demokratie und der Konkordanz in der Schweiz und im internationalen Vergleich. Im Weiteren gilt sein Forschungsinteresse den vielfältigen Demokratiemustern der 26 Kantone und der OECD-Staaten. Vatter ist ein versierter Kenner des politischen Systems der Schweiz und seiner Institutionen. Das von ihm verfasste Buch Das politische System der Schweiz (4. Auflage) gilt als Standardwerk. Einer breiteren Öffentlichkeit ist er als TV-Kommentator der Bundesratswahlen im öffentlich-rechtlichen Fernsehen der Schweiz (SRF) bekannt.

## Publikationen (Auswahl)
Eine vollständige Liste seiner Schriften findet sich auf der Seite des Instituts für Politikwissenschaft der Universität Bern.
Als Autor:
- Der Bundesrat. Die Schweizer Regierung. Basel und Zürich: NZZ Libro, 2020.
- Das politische System der Schweiz (4. Auflage). Baden-Baden: Nomos, 2020.
- Power Diffusion and Democracy. Institutions, Deliberation and Outcomes (mit Julian Bernauer). Cambridge: Cambridge University Press, 2019.
- Swiss Federalism. The Transformation of a Federal Model. London und New York, NY: Routledge, 2018.
- Handbuch der Abstimmungsforschung (mit Thomas Milic und Bianca Rousselot). Zürich: NZZ Libro, 2014.
- Kantonale Demokratien im Vergleich. Entstehungsgründe, Interaktionen und Wirkungen politischer Institutionen in den Schweizer Kantonen. Opladen: Leske + Budrich, 2002.
- Partizipative Risikopolitik: Theorie und Fallstudien (mit Christoph Rehmann-Sutter und Hansjörg Seiler). Opladen: Westdeutscher Verlag, 1998.
- Eigennutz als Grundmaxime in der Politik? Eine Überprüfung des Eigennutz-Axioms der ökonomischen Theorie der Politik bei Stimmbürgern, Parlamentariern und der Verwaltung in der Schweiz. Bern/Stuttgart/Wien: Verlag Paul Haupt, 1994.

Als Herausgeber:
- Der Ständerat. Zweite Kammer der Schweiz (mit Sean Mueller). Basel und Zürich: NZZ Libro, 2020.
- Das Parlament in der Schweiz. Macht und Ohnmacht der Volksvertretung. Zürich: NZZ Libro, 2018.
- Wahlen und Wählerschaft in der Schweiz (mit Markus Freitag). Zürich: NZZ Libro, 2015.
- Handbuch der Schweizer Politik. Manuel de la politique suisse (mit Peter Knoepfel, Yannis Papadopoulos, Pascal Sciarini und Silja Häusermann), 5. Auflage. Zürich: NZZ Libro, 2014.
- Vom Schächt- zum Minarettverbot. Religiöse Minderheiten in der direkten Demokratie. Zürich: NZZ Libro, 2011.
- Föderalismusreform. Wirkungsweise und Reformansätze föderativer Institutionen in der Schweiz. Zürich: NZZ Libro, 2006.